# Хай-стрит (Глазго)
Хай-стрит (англ. High Street) — старейшая и одна из самых исторически значимых улиц в Глазго (Шотландия). Будучи главной улицей города в Средние века, она образовала прямую городскую артерию Север—Юг, шедшую от собора Святого Мунго (позднее кафедрального собора Глазго) на севере до перекрёстка Глазго-кросс и берегов реки Клайд. Ныне Хай-стрит заканчивается в Глазго-кроссе, а его южным продолжением является улица Солтмаркет.

## История

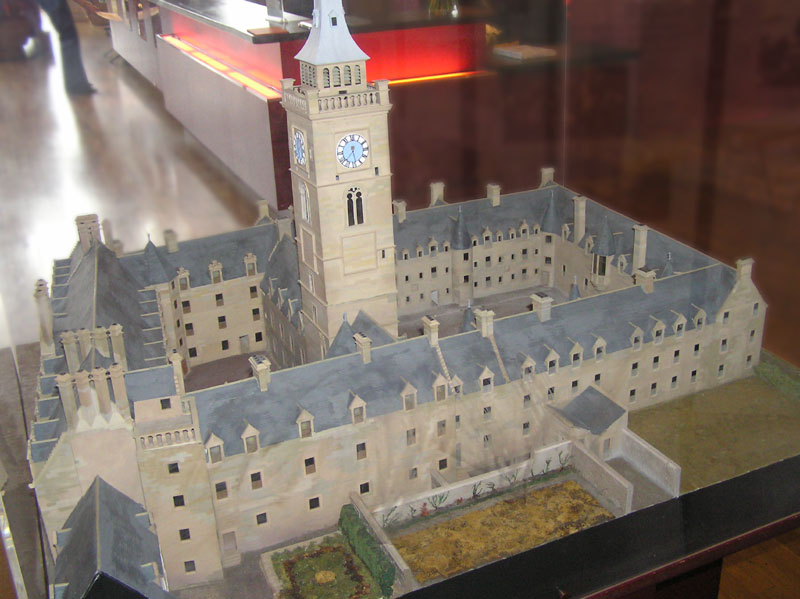
Модель первого здания Университета Глазго в Хантеровском музее

В 1246 году доминиканский орден основал монастырь на восточной стороне улицы, откуда и произошла улица Блэкфрайерс. С 1460 по 1870 год первое здание Университета Глазго было расположено на пересечении Хай-Стрит и Дьюк-стрит, прежде чем переехать в Хиллхед в Вест-Энде. Его прежнее место было отдано под товарные склады Объединённой железной дороги Глазго, которые были закрыты в 1968 году в ходе перестройки всех железных дорог в стране. Заброшенная стена товарного склада по-прежнему выходит на Дьюк-стрит, поскольку она была включена в девелоперский проект Колледжлендс.

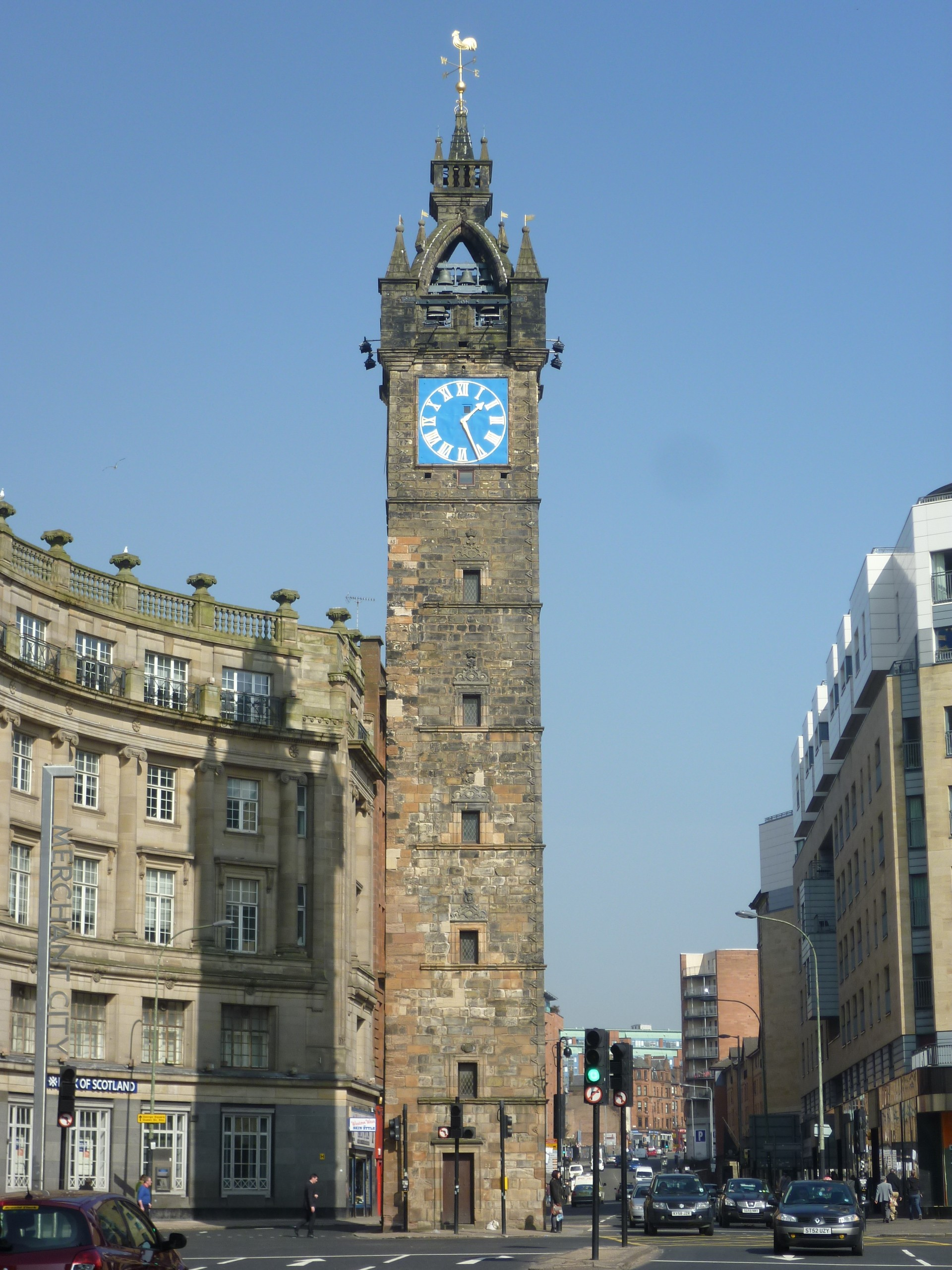
Шпиль старого Толбута в южном конце Хай-стрит.

Приход Промышленной революции в Викторианскую эпоху вызвал стремительный рост Глазго в размерах. Важность Хай-стрит уменьшилась, поскольку административные функции города переместились на запад в район, ныне известный как Мерчант-сити. Первоначальные Городские палаты в конце Хай-стрит были закрыты и перенесены в конце XIX века в нынешнее здание, расположенное на Джордж-сквер.
В XX веке многие районы Хай-стрит пришли в запустение. Тем не менее, в начале XXI века Хай-стрит переживала возрождение вместе с растущей экономикой Глазго. На ней возводились элитные многоквартирные дома, а также разрабатывались планы по развитию пустых участков в новые студенческие резиденции для соседнего университета Стратклайда.